# Max von Waldberg
Pour les articles homonymes, voir Waldberg.
Le baron Max von Waldberg (1er janvier 1858 - 6 novembre 1938) est un philologue, historien de la littérature, germaniste et professeur de littérature allemand.

## Biographie
Max von Waldberg étudie après 1877 à l'université de Vienne, à l'université de Czernowitz et à l'université Humboldt de Berlin. Il reçoit sa promotion (équivalent en France à un doctorat permettant d'enseigner à l'université) en 1881 à l'université de Czernowitz et son habilitation en 1884. Il est nommé en 1888 professeur extraordinaire à Czernowitz, puis professeur extraordinaire en 1889 à l'université de Heidelberg. Il y devient professeur émérite en 1908.
Après la Première Guerre mondiale, un de ses étudiants est le futur ministre de la propagande du Troisième Reich, Joseph Goebbels. À cause de ses origines en partie juives, il est contraint de prendre sa retraite forcée le 12 avril 1933. Il est rayé du corps professoral en 1935.
Max von Waldberg est enterré au Bergfriedhof de Heidelberg, à la section D.

## Œuvres
- Studien zu Lessings Stil in der Hamburgischen Dramaturgie. Berlin 1882 (Zugl. Diss. Universität Czernowitz, 1881).
- Die deutsche Renaissance-Lyrik. Berlin 1888.
- Goethe und das Volkslied. Berlin 1889.
- Der empfindsame Roman in Frankreich. Teil I: Die Anfänge bis zum Beginne des XVIII. Jahrhunderts. Straßburg/Berlin 1906.
- Studien und Quellen zur Geschichte des Romans. Band I: Zur Entwicklungsgeschichte der „schönen Seele“ bei den spanischen Mystikern. Berlin 1910.